# Werner Finck
Werner Finck (Görlitz, Silezië, 2 mei 1902 – München, 31 juli 1978) was een Duitse cabaretier, acteur en auteur. Hoewel hij naar eigen zeggen niet politiek gemotiveerd was, maar eerder een "overtuigde individualist", werd hij een van Duitslands vooraanstaande cabaretartiesten tijdens de onderdrukking door de nazi's na 1933.

## Biografie
Finck werd geboren in Görlitz, Silezië, als zoon van een apotheker. Hij volgde een kunstopleiding in Dresden en begon zijn carrière in de jaren 1920 als rondtrekkende sprookjesverteller. Na acteerlessen debuteerde hij in het theater in Bunzlau (het huidige Bolesławiec, Polen). Zijn komisch talent kwam naar voren toen hij in contact kwam met de Berlijnse cabaretscene.
In 1929 richtte hij samen met artiesten als Hans Deppe, Rudolf Platte en Robert A. Stemmle het cabaret 'Die Katakombe' op. Als conferencier werd Finck bekend om zijn subtiele en kritische opmerkingen over de nazi's, wat hem al vroeg een doorn in het oog van het regime maakte. Zijn vermogen om dubbelzinnige grappen te maken en het publiek zijn zinnen te laten afmaken, maakte het moeilijk voor de autoriteiten om hem te vervolgen. Hij daagde Gestapo-informanten in het publiek uit door te zeggen: "Spreek ik te snel? Kunt u me volgen of zal ik u volgen?"
Toen de Katakombe een keer door de censuur gesloten werd, zei Finck bij de heropening: „Gestern war die Katakombe zu, aber heute sind wir wieder offen und wenn wir morgen zu offen sind, sind wir übermorgen wieder zu.“
In mei 1935 werd 'Die Katakombe' op bevel van Joseph Goebbels gesloten, en Finck werd samen met zijn collega's voor zes weken geïnterneerd in het concentratiekamp Esterwegen, waar hij Carl von Ossietzky en Julius Leber ontmoette. Dankzij de tussenkomst van actrice Käthe Dorsch, die met Hermann Göring sprak, werd Finck op 1 juli vrijgelaten op voorwaarde dat hij een jaar lang niet in het openbaar zou optreden.
Ondanks deze beperkingen hervatte hij in 1937 zijn optredens en speelde hij in films. In 1939 werd hij echter verbannen uit de Reichskulturkammer en, bedreigd met arrestatie, trad hij toe tot de Wehrmacht om verdere gevangenschap te voorkomen. Als radiotelegrafist bij de 23e Infanteriedivisie ontving hij het IJzeren Kruis 2e klasse en de Oostfrontmedaille, die hij spottend "Gefrierfleischorden" (Bevroren Vleesmedaille) noemde. Na de oorlog hervatte hij zijn cabaretcarrière en richtte hij verschillende cabarets op in Duitsland en Zwitserland.

## Overlijden

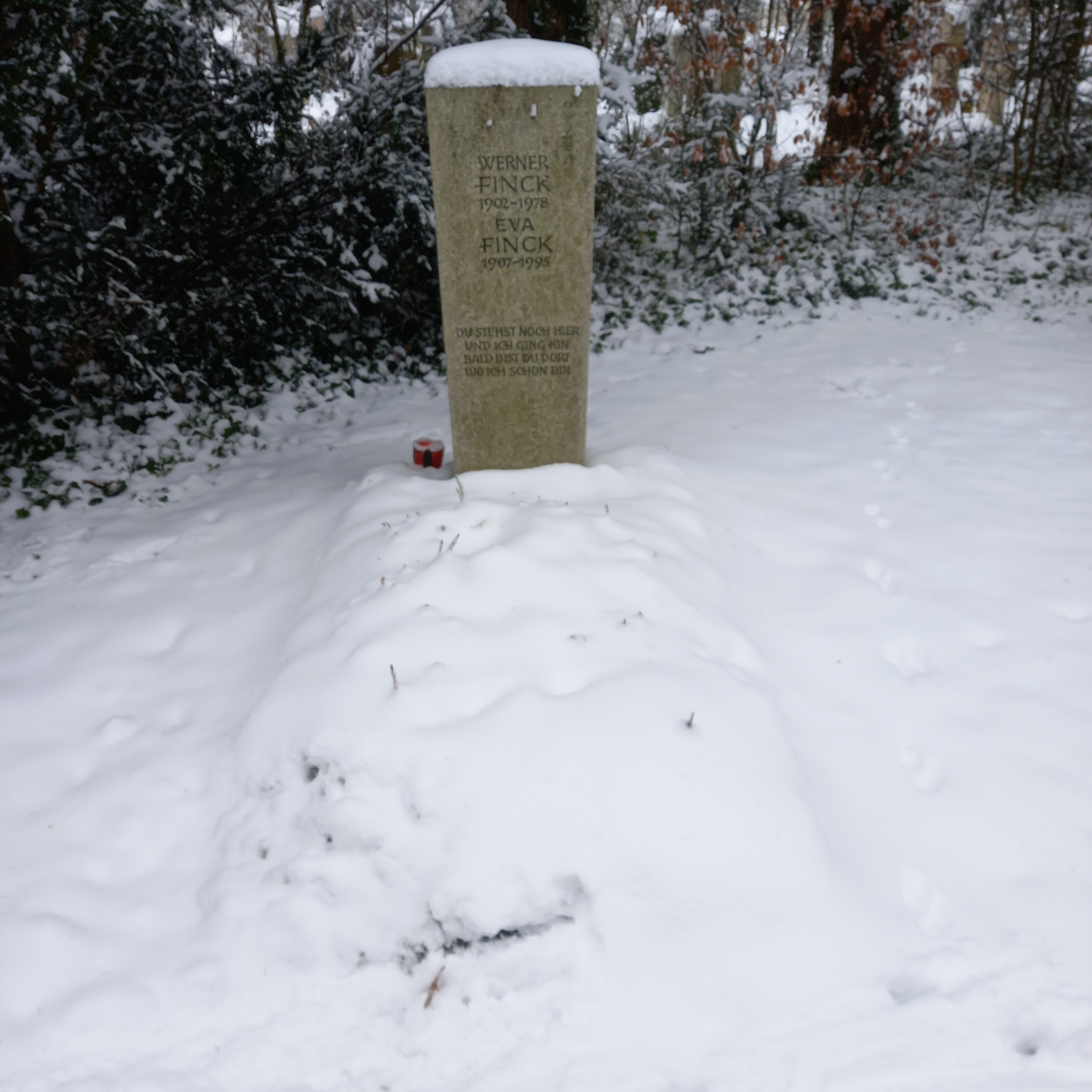
Graf van Finck

Finck overleed in 1978 in München op 76-jarige leeftijd en werd begraven op de Waldfriedhof-begraafplaats. Op zijn grafsteen staat (in het Duitstalig): "Je bent er nog en ik ben heengegaan, binnenkort ben jij daar waar ik vandaag ben."

## Onderscheidingen
- Orde van Verdienste van de Bondsrepubliek Duitsland (1973)
- Walk of Fame van het Cabaret, Mainz (postuum, 2004)

## Filmografie (selectie)
Finck speelde in tal van films en tv-producties gedurende ongeveer veertig jaar, vaak in korte rollen:
- The Company's in Love (1932)
- Liebelei (1933)
- La Habanera (1937)
- Film Without a Title (1948) als Hubert
- Lola Montès (1955) als Wisböck
- The White Horse Inn (1960) als Professor Hinzelmann
- Hurra, die Schule brennt! (1969) als Staatssecretaris von Schnorr
- Eight Hours Don't Make a Day (1972, tv-serie) als Gregor

In de tv-film Inside the Third Reich uit 1982 werd hij geportretteerd door de Amerikaanse komiek Mort Sahl.